# (7916) 1981 EN
1981 إي أن (ويعرف أيضًا باسم (7916) 1981 إي أن وفق تسمية الكوكب الصغير) (بالإنجليزية: 1981 EN)‏ هو كويكب ضمن حزام الكويكبات؛ وترتيبه 7916 من حيث الاكتشاف.
اكتُشف هذا الجُرم الفلكي بواسطة هنري ديبهون في 1 مارس 1981.

## وصلات خارجية
- (7916) 1981 EN في قاعدة بيانات مختبر الدفع النفاث لأجرام النظام الشمسي الصغيرة

- الاكتشاف · مخطط المدار ·  العناصر المدارية · المعلمات المادية

- (7916) 1981 EN على موقع ويكي سكاي: DSS2, SDSS, GALEX, IRAS, Hydrogen α, X-Ray, Astrophoto, Sky Map, Articles and images